# اچ‌ام‌اس نیل (۱۸۸۸)
اچ‌ام‌اس نیل (۱۸۸۸) (به انگلیسی: HMS Nile (1888)) یک کشتی بود که طول آن ۳۴۵ فوت (۱۰۵ متر) بود. این کشتی در سال ۱۸۸۸ ساخته شد.